# Kirill Serebrennikov
Kirill Serebrennikov (russisk: Кири́лл Семёнович Сере́бренников) (født 7. september 1969 i Rostov ved Don i Sovjetunionen) er en russisk filminstruktør.

## Filmografi
- Ragin (Рагин, 2004)[1][2]
- Izobrazjaja zjertvu (Изображая жертву, 2006)
- Jurjev den (Юрьев день, 2008)
- Korotkoje zamykanije (Korotkoje zamykanije, 2009)
- Izmena (Измена, 2012)
- Utjenik (Учени́к, 2016)
- Sommer (Лето, 2018)
- Petrovy v grippe (Петровы в гриппе, 2021)